# Euphyia implicata
Euphyia implicata là một loài bướm đêm trong họ Geometridae.